# Holzkohleöl
Holzkohleöl ist ein mit verglühter Holzkohle aromatisiertes Würzöl, das Gerichten einen Geschmack verleiht, der an Gegrilltes erinnert. Erfunden wurde es von Ferran Adrià, einem der Mitbegründer der Molekularküche. Zu seinen bekanntesten Gerichten gehört Gemüsegelee mit Holzkohleöl, das zwar nicht in Zubereitung, Aussehen und Textur, aber geschmacklich Ähnlichkeit mit traditionellen, gegrillten Gemüsevorspeisen der Mittelmeerküche hat.
Zur Herstellung von Holzkohleöl wird zunächst ausgesuchtes Holz weitgehend verbrannt. Die Holzart beeinflusst wie beim Grillen und Räuchern den Geschmack (Adrià selbst verwendet Steineiche). Wenn das Holz niedergebrannt ist und glühender Holzkohle gleicht, wird es in einen Metallbehälter gegeben und mit geschmacksneutralem Pflanzenöl (wie Sonnenblumenöl) gelöscht. Durch Mazeration gelangen die Aromen des verbrannten Holzes allmählich ins Öl. Nach wenigstens zwölf Stunden kann der Teil des Öls, der nicht von der Holzkohle und Asche aufgesogen wurde, abgesiebt und gefiltert werden (rund ein Viertel der ursprünglich zugegebenen Menge). 
Wie andere Würzöle auch wird Holzkohleöl Gerichten erst gegen Ende der Zubereitung sparsam zugegeben.